# 高森山 (徳島県)
高森山（たかもりやま）は、徳島県名東郡佐那河内村に位置する山である。標高318.3m。

## 地理
園瀬川の左岸、二秀峰の南方約1Kmの地点に位置する。佐那河内村中辺の北西にある。山内のほとんどが山頂までミカン畑で占めている。